# Centrale nucléaire de Hunterston B
La centrale nucléaire de Hunterston est située au sud de Largs dans le North Ayrshire, sur la côte ouest de l'Écosse.

## Description
La centrale Hunterston B est équipée de deux réacteurs du type avancé refroidi au gaz (AGR) mis à l'arrêt définitif.

La construction a débuté en 1967 et la mise en service en 1976. 

La centrale, exploitée initialement par British Energy, appartient désormais à EDF Energy.

Le réacteur Nº1 est arrêté définitivement le 26 novembre 2021.

Le réacteur Nº2 est arrêté définitivement le 7 janvier 2022.